# Буггінген
Буггінген (нім. Buggingen) — громада в Німеччині, знаходиться в землі Баден-Вюртемберг. Підпорядковується адміністративному округу Фрайбург. Входить до складу району Брайсгау-Верхній Шварцвальд.
Площа — 15,32 км2. Населення становить 4412 ос. (станом на 31 грудня 2020).